# Бжостек
Бжо̀стек (на полски: Brzostek) е град в Югоизточна Полша, Подкарпатско войводство, Дембишки окръг. Административен център е на градско-селската Бжостешка община. Заема площ от 8,76 км2.

## Население
Според данни от полската Централна статистическа служба, към 1 януари 2013 г. населението на града възлиза на 2697 души. Гъстотата е 308 души/км2.